# سازوکار ANRORC
سازوکار ANRORC در شیمی آلی نوع خاصی از واکنش جانشینی را توصیف می‌کند. ANRORC مخفف عبارت(Addition of the Nucleophile, Ring Opening, and Ring Closure) به معنی «افزایش هسته دوستی، بازشدن حلقه و بسته شدن حلقه» در حمله هسته‌دوست به سیستم حلقوی است. این سازوکار کمک می‌کند تا برای شکل‌گیری و توزیع محصول در برخی از جانشینی‌های هسته‌دوستی به خصوص در ترکیبات هتروسیکلیکه به‌طور گسترده‌ای در شیمی دارویی استفاده می‌شود، توضیحی یافت.
این سازوکار واکنش به‌طور گسترده در واکنش‌های هسته‌دوستی فلز آمید (مانند سدیم آمید) و پیریمیدین‌های استخلافی (به عنوان مثال ۴-فنیل-۶-بروموپیریمیدین (۱)) در آمونیاک و در دماهای پایین مورد مطالعه قرار گرفته‌است. محصول اصلی واکنش ۴-فنیل-۶-آمینو پیریمیدین (۲) است که استخلاف برم با یک آمین جایگزین شده‌است. این امر تشکیل یک آرین واسط(A) را که می‌تواند ایزومر ۵-استخلاف‌شده را نیز ایجاد کند، رد می‌کند.
حذف یک واسطه دوم در این واکنش، کمپلکس میزنهایمر B به نفع واسطه ANRORC حلقه باز، بر اساس شواهد بسیاری است. با آمین‌های دیگر مانند پیپریدین، ترکیبِ حلقه باز شده پس از از دست دادن هیدروژن برمید به نیتریل نیز محصول جداسازی شده واکنش است:
شواهد بیشتری با برچسب‌گذاری ایزوتوپی با دوتریوم در C5 به دست می‌آید:
اتم دوتریوم دیگر در محصول واکنش وجود ندارد و این موضوع مجدداً با سازوکار ANRORC توضیح داده می‌شود که در آن واسطه حلقه‌باز شده ۴ یک جفت توتومر است که تبادل سریع H-D را امکان‌پذیر می‌کند:
قطعه نهایی شواهد این سازوکار توسط یک آزمایش درآمیختن ایزوتوپ با هر دو اتم نیتروژن در هسته پیریمیدین و جایگزینی آن‌ها توسط ایزوتوپ ۱۴N به میزان هر ۳ درصد انجام می‌شود:
در محصول نهایی ۴ (که پس از هیدرولیز اسید و برم زایی ۲ به واکنش دهنده بازمی‌گردد) تقریباً نیمی از محتوای ایزوتوپ از بین می‌رود که به وضوح نشان می‌دهد که یک اتم نیتروژن داخلی به یک اتم نیتروژن خارجی جابجا شده‌است.
واکنش زینکه یک نام واکنش است که دارای سازوکار ANRORC است.